# Mirakelspiel
Das Mirakelspiel (von lateinisch miraculum, „Wunder“), auch Mirakel genannt, ist eine im 11. Jahrhundert entstandene und der Gattung des geistlichen Dramas angehörende Form der darstellenden Kunst mit ausschließlichen Bezügen zum Christentum. Geistliche Dramen sind Bühneninszenierungen und infolgedessen mit der heute als Theater bezeichneten Kunstform verwandt.

## Inhalt
Das Mirakelspiel behandelt inhaltlich vor allem das Leben und die Wundertaten der Heiligen und der Jungfrau Maria. Im deutschsprachigen Raum wurde es im späten Mittelalter auch als Legendenspiel bekannt und verbreitet. Mirakelspiele basierten auf dramatisierten Legenden und schilderten die besondere Glaubensstärke und Gottesnähe von bekannten Heiligen, die sich durch das Erdulden des Martyriums zeigte. In der Regel wurden sie an den Festtagen der Heiligen aufgeführt und erzählten deren Geschichten, welche ihre moralische Überlegenheit über das Böse demonstrierten. Mirakelspiele die von Wundern erzählten, zeigten dem Satan verfallene Menschen, die durch ein Wunder Gottes aus ihrer Verblendung befreit wurden. Der Teufel trat dabei immer als Verführer auf, doch am Ende war er stets der Verlierer, da sich der Geläuterte wieder Gott zuwandte.

## Entwicklung
Das Mirakelspiel war seit dem 12. und 13. Jahrhundert besonders in Frankreich, später dann auch in England, den Niederlanden und in Deutschland verbreitet. Im 14. und 15. Jahrhundert wurden Marienmirakel beliebt, welche durch die Einführung komischer Elemente prägend für die Geschichte des Dramas waren.
Bis ins 13. Jahrhundert war die Passion Christi das Leitmotiv aller geistlichen Spiele. Nachdem der Spielbetrieb außerhalb der Kirche organisiert wurde, erweiterte sich das Repertoire der Spielmotive. Dadurch wurden nun auch Geschichten erzählt wie z. B. die Geburt Christi, das Auftreten der Drei Könige und deren Besuch bei König Herodes, der bald zum Inbegriff des Bösen, aber auch als komische Figur umgedeutet und Mittelpunkt eines eigenen Genres, der Herodesspiele, wurde. Dies führte auch zu Veränderungen der Spielformen mit differenzierteren dramaturgischen Strukturen sowie beträchtlichem Ausstattungsaufwand. Vor allem war nun die Landessprache die Sprache der Spiele, obwohl die lateinischsprachigen Osterspiele noch bis ins Hochmittelalter weiter existierten. Das Mirakel- sowie Mysterienspiel stellen jeweils Spielformen eigener Art dar und doch weisen sie starke Parallelen untereinander auf, da beide aus dem geistlichen Spiel hervorgegangen sind. Veranstaltungsort der Mirakelspiele waren die Marktplätze der Städte, auf denen sie ein großes Publikum anzogen.

## Zeitgeist
Generell ist das Mirakelspiel ein Spieltypus, der für thematische Ausweitungen des realistischen Alltags großen Raum lässt. Es entsprach dem Zeitgeist als die Menschen glaubten, in einer Welt zu leben die von Unwirklichem, von Wundern durchsetzt ist, was anscheinend die Ursache für die Popularität der Spiele war.